# Lepidium parodii
Lepidium parodii är en korsblommig växtart som beskrevs av Albert Thellung. Lepidium parodii ingår i släktet krassingar, och familjen korsblommiga växter. Inga underarter finns listade i Catalogue of Life.